# Йосип Філіпі
Йосип Філіпі (хорв. Josip Filipi; 14 лютого 1992) — хорватський боксер, призер Європейських ігор 2015.
Йосип — старший брат Тоні Філіпі, теж боксера.

## Аматорська кар'єра
На Європейських іграх 2015 завоював бронзову медаль.
- В 1/8 фіналу переміг Габріеля Річардса (Швеція) — 2-1
- У чвертьфіналі переміг Бахрама Музаффера (Туреччина) — 3-0
- У півфіналі програв Геворгу Манукяну (Україна) — TKO-I

У сезоні 2014/2015 був учасником напівпрофесійної боксерської ліги WSB у складі команди «British Lionhearts» (Велика Британія).
2018 року провів один бій на профірингу.